# Ілгазький тунель
Ілгазький тунель (тур. Ilgaz 15 Temmuz İstiklal Tüneli або Ilgaz Tüneli)  - тунель на автостраді D765 через гори Ілгаз на межі провінцій Кастамону і Чанкири на півночі Туреччини. Тунель має дві труби 5,370 м та 5,391 м  завдовжки. Тунель було відкрито для руху 26 грудня 2016 року
Кошторисна вартість проекту 572 млн  (бл. $ 200 млн за станом на березень 2016 року).   церемонія закладки першого каменю в фундамент відбулася 9 листопада 2012 року. Проходку тунелю було завершено 3 квітня 2016 року